# Karel Bejbl
Karel Bejbl, detto Kasa (Žižkov, 17 gennaio 1906 – 14 marzo 1962), è stato un calciatore cecoslovacco, di ruolo attaccante.